# Silan
Silan (monosilan) je toksičano, izuzetno zapaljivo hemijsko jedinjenje sa formulom 4. Nemački hemičari Heinrih Buf i Fridrih Voehler su 1857. otkrili silan među proizvodima formiranim dejstvom hlorovodonične kiseline na aluminijum silikat, koji su oni prethodno pripremili. Oni su nazvali jedinjenje  .

## Proizvodnja

### Industrijska proizvodnja
Industrijski se silan proizvodi iz silicijuma metalurškog kvaliteta putem dvostepnog procesa. U prvom stepenu, silicijum u prahu reaguje sa hlorovodonikom na oko 300 °. Time se proizvodi trihlorosilan, HSiCl3 zajedno sa vodonikom:
Trihlorosilan se zatim zagreva na smolastoj osnovi koja sadrži katalizator:
Najčešće korišćeni katalizatori su metalni halidi, posebno aluminijum hlorid. To se naziva reakcijom redistribucije.
Alternativni metod za industrijsku pripremu silana visoke čistoće, podesnog za proizvodnju silicijuma poluprovodničkog kvaliteta, počinje sa silicijumom metalurške čistoće, vodonikom, i silicijum tetrahloridom. On se sastoji od kompleksne serije redistribucionih reakcija (u kojima se formiraju sporedni proizvodi koji se recikliraju u procesu) i destilacija. 
Silan proizveden ovim putem se može termički razložiti. Time se formira silicijum visoke čistoće i vodonik.
Drugi industrijski procesi proizvodnje silana koriste redukciju 4 sa natrijum hidridom (NaH), ili redukciju 4 sa litijum aluminijum hidridom.

### Laboratorijski metodi
Silan se može proizvesti zagrevanjem peska sa prahom magnezijuma, čime se formira magnezijum silicid. Prelivanjem smeše u 20% nevodenim rastvorom hlorovodonične kiseline. Upozorenje: Ako silan dođe u kontakt sa vodom, doći će do burne reakcije. Magnezijum silicid reaguje sa kiselinom i proizvodi gasoviti silan koji sagoreva u kontaktu sa vazduhom proizvodeći malu eksploziju.
Zemnoalkalini metali formiraju silicide sa sledećom stehiometrijom:  i . U svim slučajevima, te supstance reaguju Brensted–Laurijevim kiselinama da proizvedu neki tip hidrida silicijuma u zavisnosti od konektivnosti Si anjona u silicidu. Mogući proizvodi su SiH4 i/ili viši molekuli u homolognoj seriji , polimerni hidridi silicijuma, ili silicijumove kiseline.